# Aleksiej Mariesjew
Aleksiej Pietrowicz Mariesjew (ros. Алексей Петрович Маресьев; ur. 7 maja?/20 maja 1916 w Kamyszynie, zm. 18 maja 2001 w Moskwie) – radziecki pilot, pułkownik Armii Czerwonej, Bohater Związku Radzieckiego (1943), którego mocno zbeletryzowane losy przedstawił Borys Polewoj w Opowieści o prawdziwym człowieku.

## Życiorys
Miał już na koncie cztery samoloty niemieckie, gdy 4 kwietnia 1942 roku jego myśliwski dolnopłat I-16 został zestrzelony nad Starą Russą okupowaną wtedy przez Niemców. Ciężko ranny zdołał przedostać się poza odległą o 18 km linię frontu. Z powodu odniesionych obrażeń amputowano mu obie nogi poniżej kolan.
Mimo kalectwa postanowił wrócić do latania, w którym to celu poddał się intensywnym ćwiczeniom fizycznym. Jednocześnie przystosowywał swe protezy do zgrania z orczykiem. W rezultacie tych zabiegów mógł − w czerwcu 1943 roku − podjąć ponownie loty bojowe.
W sierpniu tegoż roku zestrzelił trzy niemieckie myśliwce Fw 190. W ciągu całej wojny odbył 86 lotów bojowych i zestrzelił 11 samolotów wroga. W roku 1944 wstąpił do KPZR, a dwa lata później odszedł do cywila.
W 1952 roku ukończył szkołę partyjną w Moskwie, a w 1956 obronił doktorat z historii i zaczął działać w komitecie weteranów.
Zmarł na atak serca 18 maja 2001 roku, tuż przed swymi 85. urodzinami.

## Odznaczenia
- Medal „Złota Gwiazda” Bohatera Związku Radzieckiego (1943)
- Order „Za zasługi dla Ojczyzny” III klasy (Rosja)
- Order Lenina – dwukrotnie
- Order Rewolucji Październikowej
- Order Czerwonego Sztandaru
- Order Wojny Ojczyźnianej I klasy
- Order Czerwonego Sztandaru Pracy – dwukrotnie
- Order Przyjaźni Narodów
- Order Czerwonej Gwiazdy
- Order Znak Honoru
- Medal „Za wyróżnienie w ochronie granic państwowych ZSRR”
- Medal „Weteran pracy”